# Rubécourt-et-Lamécourt
Cet article possède un paronyme, voir Ribécourt-Dreslincourt.
Ne doit pas être confondu avec Lamécourt.
Rubécourt-et-Lamécourt est une ancienne commune française, située dans le département des Ardennes en région Grand Est.
Le 1er janvier 2017, elle devient une commune déléguée de la commune nouvelle de Bazeilles.

## Géographie
Le village est situé à 4,5 km au nord-est de Bazeilles. Il est traversé par plusieurs ruisseaux, dont, du nord au sud, le ruisseau de Rubécourt qui alimentait en eau les bassins de rétention du moulin de la filature. Ce ruisseau alimente aussi l'étang de la Marbrerie. Ce village se situe à la limite sud du massif forestier des Ardennes et au début de la plaine du bassin de la Meuse. Les apports régulier en eau du relief voisin, le terrain relativement plat, riche des limons de la Meuse et des résidus de ravinement forestiers génèrent des conditions idéales pour l'agriculture et l'élevage. Le cours d'eau et la forêt voisine ont permis historiquement l'implantation d'une petite industrie locale (le moulin de la filature, une ancienne scierie, une émoudrerie à Lamécourt, etc.),.
Le sol local est calcaire, et l'on peut trouver en amont (dans la forêt entre Villers-Cernay et Bouillon) des zones de schiste argileux, et quelques zones où il a été possible d'extraire de l'ardoise. ces trois matériaux constitue la base de construction des habitations du village.

## Histoire
De 1560 à 1642, ce village fait partie de la Principauté de Sedan.

## Toponymie
- Rubecourt en 1793, Rubecourt et Lansecourt en 1801[5].

## Politique et administration

### Liste des maires
| Période                                  | Période       | Identité             | Étiquette | Qualité |
| ---------------------------------------- | ------------- | -------------------- | --------- | ------- |
| Les données manquantes sont à compléter. |               |                      |           |         |
| avant 1995                               | ?             | Pierre Dumont        |           |         |
| mars 2001                                | mars 2008     | Marie-Thérèse Robert | DVD       |         |
| mars 2008                                | décembre 2016 | Mistral Bana         |           |         |

## Population et société

### Démographie
L'évolution du nombre d'habitants est connue à travers les recensements de la population effectués dans la commune depuis 1793. À partir du 1er janvier 2009, les populations légales des communes sont publiées annuellement dans le cadre d'un recensement qui repose désormais sur une collecte d'information annuelle, concernant successivement tous les territoires communaux au cours d'une période de cinq ans. 
Pour les communes de moins de 10 000 habitants, une enquête de recensement portant sur toute la population est réalisée tous les cinq ans, les populations légales des années intermédiaires étant quant à elles estimées par interpolation ou extrapolation. Pour la commune, le premier recensement exhaustif entrant dans le cadre du nouveau dispositif a été réalisé en 2007,.
En 2014, la commune comptait 121 habitants, en évolution de −22,44 % par rapport à 2009 (Ardennes : −1,26 %, France hors Mayotte : +2,49 %).
| 1793 | 1800 | 1806 | 1821 | 1831 | 1836 | 1841 | 1846 | 1851 |
| ---- | ---- | ---- | ---- | ---- | ---- | ---- | ---- | ---- |
| 142  | 89   | 74   | 110  | 110  | 147  | 198  | 225  | 314  |

| 1866 | 1872 | 1876 | 1881 | 1886 | 1891 | 1896 | 1901 | 1906 |
| ---- | ---- | ---- | ---- | ---- | ---- | ---- | ---- | ---- |
| 290  | 311  | 297  | 280  | 240  | 242  | 245  | 240  | 198  |

| 1911 | 1921 | 1926 | 1931 | 1936 | 1946 | 1954 | 1962 | 1968 |
| ---- | ---- | ---- | ---- | ---- | ---- | ---- | ---- | ---- |
| 226  | 173  | 211  | 202  | 204  | 203  | 211  | 183  | 173  |

| 1975 | 1982 | 1990 | 1999 | 2007 | 2012 | 2014 | - | - |
| ---- | ---- | ---- | ---- | ---- | ---- | ---- | - | - |
| 141  | 158  | 172  | 172  | 164  | 135  | 121  | - | - |

## Culture locale et patrimoine

### Lieux et monuments
- Le château de Lamecourt,  Inscrit MH (1986)[10].
- L'église paroissiale Saint-Rémi[11].
- Ancienne filature Ternaux, puis Montagnac[12],[13].

### Personnalités liées à la commune
- Élizé de Montagnac (1808-1882), député, industriel, y possédait une filature et le château.

### Héraldique
| Armes de Rubécourt et Lamécourt | Les armes de Rubécourt et Lamécourt se blasonnent ainsi : Parti de sinople et de gueules à la roue de moulin d’or soutenue d’une divise ondée d’argent, le tout brochant sur la partition, au chef cousu de sable, brochant aussi sur le parti, chargé de trois molettes d’éperon aussi d’argent. |